# Barroso (CL-11)
El Barroso (CL-11), originalmente USS Philadelphia (CL-41), fue un crucero ligero clase Brooklyn construido en los astilleros Philadelphia Navy Yard, Estados Unidos, botado el 17 de noviembre de 1936, fue incorporado a la Armada de los Estados Unidos el 23 de septiembre de 1937.

## Al servicio de la armada estadounidense
Este navío prestó valiosos servicios durante la Segunda Guerra Mundial, participando activamente en las operaciones realizadas en el Mediterráneo durante la invasión aliada de Italia, apoyando el desembarco en Salerno y Anzio, navegando a lo largo de las costas de Sicilia, en la destrucción de fortificaciones. Nunca recibió un tiro directo, a pesar de los intensos ataques aéreos a los que fue sometido.
Durante tres días estuvo disparando sin cesar y participando en acciones diversas. Luego sirvió en Casablanca y en Nueva York. Tiempo después fue sometido a modernización en el Arsenal de la Marina en Brooklyn. 
En junio de 1943 reinició sus servicios de guerra. El objetivo era Sicilia y el navío, junto con un cazasubmarinos, formó una Task Force cuyo trabajo consistía en interceptar cualquier buque que intentase atacar a las barcazas de desembarco. Sirvió luego de artillería pesada para las unidades del ejército comandadas por el general Patton. Destruyó puentes, auxilió el movimiento realizado por las tropas, abatió aviones enemigos que intentaron silenciar sus cañones y se batió en duelos con las baterías costeras (las granadas lograron dar en la cubierta y herir a varios miembros de la tripulación). En esta campaña ganó su apodo: “The Galloping Ghost of the Sicilian Coast”, por la infructuosa búsqueda por parte del enemigo y la aparición del barco en los momentos más críticos además de la aparente invulnerabilidad al fuego que desde el aire y tierra recibía. 
Se le concedió descanso y en agosto de 1943 llegó a Argel. En septiembre del mismo año navegó hacia Salerno para participar en el desembarco más sangriento del Mediterráneo. Los días en Salerno fueron los más duros que pasó la embarcación pues tuvo que apoyar de cerca el avance del ejército y una bomba dirigida por radio dio muy cerca del barco. Volvió a Nueva York para nuevas reparaciones. 
El 19 de enero de 1944 lo encontramos de nuevo en el mediterráneo con la misma rutina: alejar aviones, bombardear la costa y jugar con la artillería costera alemana. El 11 de agosto le tocó el turno a la costa del sur de Francia. Volvió a Estados Unidos, esta vez a la base de Filadelfia. En junio de 1945 acompañó al portaaviones Augusta en la visita del Presidente de los EE. UU. a Europa.

## Al servicio de la armada brasileña
Adquirido después de la guerra por la marina de Brasil, fue entregado al gobierno brasileño en ceremonia realizada en el arsenal de Filadelfia, el 21 de agosto de 1951. Recibió el distintivo CL01 (que luego fue CL11). Su nombre cambió a Almirante Barroso y luego simplemente a Barroso.
Fue el cuarto navío de la marina brasileña que llevó este nombre. Gemelo del Tamandaré aunque tenía una batería antiaérea de 127 mm.
En mayo de 1957 se le removió el revestimiento de madera pasando a ser de metal revestido de tinta plástica Imperflex. En 1958 fue equipado con un UHF.
Durante su largo período de servicio en la marina de Brasil participó en innumerables comisiones de instrucción y adiestramiento: transporte de tropas (1951), ejercicios de tiro ante miembros del senado y ejercicios conjuntos con unidades americanas (1952), en 1953 participó en una revista naval en honor a la reina de Inglaterra, etc. En 1960 participó en la UNITAS. 
En 1961 durante un ejercicio se incendió la caldera B3. En 1967 tuvo graves averías en las máquinas y explosiones diversas cuyo motivo no explican bien los textos (por motivos de seguridad) pero que llevaron a la pérdida de 11 tripulantes.
El 18 de enero de 1972 encalló en la posición de latitud 34º38’ sur y longitud 58º02’ por maniobra errada del conductor que lo llevaba al Puerto de Buenos Aires, fue desencallado por tres remolcadores (un brasileño, el Triunfo y dos argentinos: Vengador y Domador).
Por aviso ministerial del 15 de mayo de 1973 fue determinada su baja. Fue desmontado en el puerto de Santos.
Durante su servicio activo en la marina brasileña navegó 243.464,3 millas y estuvo 789 días en el mar.